# Ronneby pastorat
Ronneby pastorat är ett pastorat i Blekinge kontrakt i Lunds stift i Ronneby kommun i Blekinge län. 
Pastoratet bildades 2014 och består av följande församlingar:
- Bräkne-Hoby församling
- Ronneby församling

Pastoratskod är 071912